# إحساس (ألبوم حنان ماضي)
إحساس هو أحد ألبومات المطربة المصرية حنان ماضي٬ تم إصدار الألبوم عام 1995 وهو من إنتاج وتوزيع شركة صوت الدلتا.

## الأغاني
- إحساس (زهرة بردانة)
- المواعيد
- سالمة
- يا بحر (البحر بيخطفني)
- كان و كان (أولاد و بنات جيران)
- ليه معرفش
- مسير الحي يتلاقى
- نامت عيون الناس